# Новый Посёлок (Новгородская область)
Но́вый Посёлок — деревня в Мошенском районе Новгородской области России. Административный центр Калининского сельского поселения и второй по числу жителей населённый пункт Мошенского района.

## География
Деревня примыкает к северо-восточной части села Мошенское. К северу Нового Посёлка примыкают деревни Половниково и Фатьяново.

## Улицы
Уличная сеть деревни представлена шестью улицами и одним переулком:
- улица Дорожников
- улица Зеленая
- улица Кирпичная
- улица Молодежная
- улица Новая
- улица Центральная
- переулок Лесной

## Население
| 2010 |
| ---- |
| 430  |

По данным переписи 2002 года, население деревни составляло 489 человек.
Согласно результатам переписи 2002 года, в национальной структуре населения русские составляли 97 % от жителей.

## Инфраструктура
В деревне находятся:
- Администрация Калининского сельского поселения[5]
- Детский сад №7 «Ромашка» (работает с 27 августа 1974 года)[6]

## Экономика
ЗАО «Мошенское» — производство пиломатериалов, древесной муки, технологической щепы или стружки.